# Dream Zone
Dream Zone é um jogo eletrônico de aventura desenvolvido pela JAM Software e publicado pela Baudville. Ele foi lançado em 1987 para o Apple IIGS, com conversões para MS-DOS, Amiga e Atari ST estreando no ano seguinte.

## Sinopse
Graças a um elixir estragado criado por um cientista, o personagem do jogador fica preso em seus próprios sonhos e precisa escapar do estranho mundo de sua imaginação a fim de retornar para a realidade. Entretanto, os sonhos são povoados por criaturas de pesadelos e contém magia, aeronaves, um castelo flutuante e uma complexa burocracia.

## Desenvolvimento
O desenvolvimento de Dream Zone começou depois da finalização de Ski Crazed, o título anterior da JAM Software. Os desenvolvedores Andy Gavin e Jason Rubin, então dois estudantes de dezesseis anos, usaram o dinheiro ganho com Ski Crazed para financiarem seu projeto seguinte, continuando a parceria com a publicadora Baudville.

## Recepção
Dream Zone vendeu aproximadamente dez mil cópias, o que rendeu a Gavin e Rubin por volta de quinze mil dólares. Foi considerado um sucesso modesto, sendo considerados bons números para um título desenvolvido por dois estudantes. Mesmo assim, os dois acharam que a Baudville era uma publicadora muito pequena, sendo incapaz de distribuir o jogo em todas as lojas de jogos eletrônicos, assim decidiram encerrar a parceira com a empresa em seu próximo título.
James V. Trunzo da revista Compute! afirmou que o título "realmente transmite uma sensação de sonho", também elogiando suas sátiras e os gráficos da versão para Apple IIGS, complementando com "é difícil acreditar que o programa foi escrito por dois estudantes colegiais". Hartley, Patricia e Kirk Lesser da revista Dragon também elogiaram o jogo, dando uma nota perfeita.